# ماتيلد كارمن هيرتز
ماتيلدِ كارمن هيرتز (بالألمانية: Mathilde Carmen Hertz)‏ (14 يناير 1891- 20 نوفمبر 1975) عالمة أحياء، وواحده من أوائل العلماء النساء نفوذا في مجال البيولوجيا ورائدة في مجال سيكولوجية الحيوان. بدأت حياتها المهنية في ألمانيا عام 1933 قد أن تهاجر بسبب نسبها اليهودي إلى إنجلترا. وهي الأبنة الصغرى للفيزيائي الشهير هاينريش رودولف هيرتز.

## السيرة الذاتية

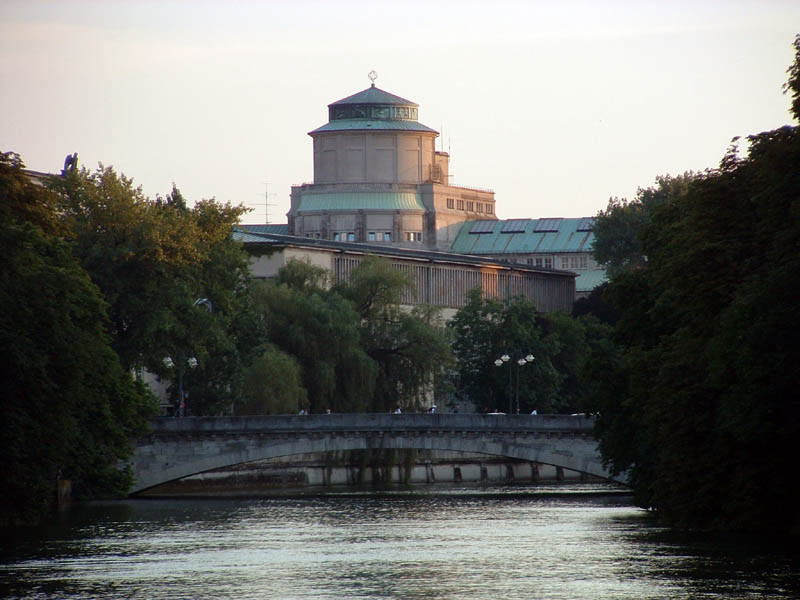
المتحف الألماني

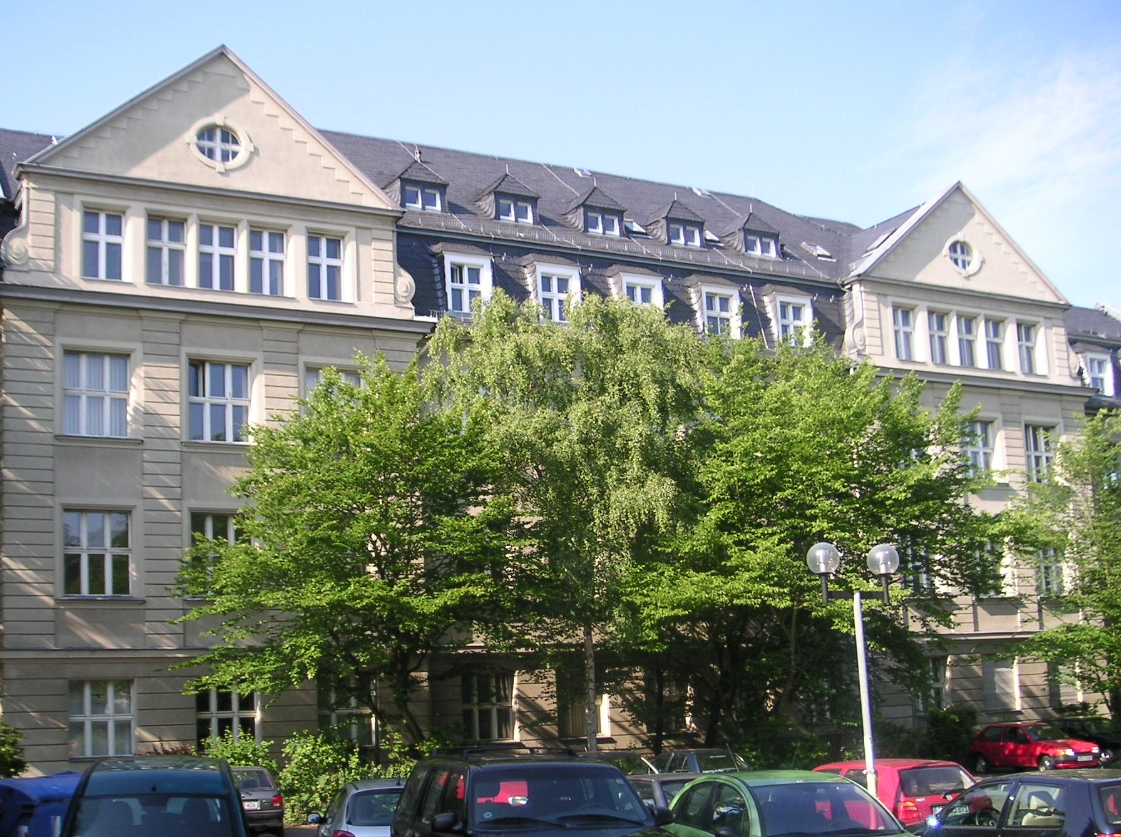
معهد القيصر فيلهلم في برلين، ألمانيا

ولدت ماتيلد هيرتز في 14 يناير عام 1891 في بون، ألمانيا. توفى والدها هاينريش رودولف هيرتز عام 1894 عندما كانت تبلغ من العمر ثلاث أعوام. ولدت هيرتز في عائلة ثرية مهتمة بالتعليم. بعد الانتهاء من الدراسة الثانوية، تلقت تدريب في الفنون الجميلة وعملت كنحات. شاركت في بداية حياتها في عادة بناء الأسنان المتحجرة في المتحف الألماني.
لاحظت لودفيغ دوديرلين عملها وحثتها على دخول جامعة لودفيغ ماكسيميليان في ميونخ لعمل دكتوراه في عام 1921. في عام 1925 حصلت ماتيلد على درجة الدكتوراه في تحليل أسنان الثدييات البدائية. وبمجرد انتهائها من أطروحتها قامت بالتركيز على أكثر من موضوع، كعلم النفس الحيواني، متأثرة بذلك بأعمال عالم النفس الألماني ولفجانج كوهلر. انتقلت ماتيلد إلى معهد القيصر فيلهلم في برلين، ألمانيا، لدراسة سيكولوجية الحيوان.
بمساعدة الدكتور ريتشارد غولدشميت، إستطاعت التغلب على عنصرية التميز بين الرجل والمرأة، وأنشئت مختبرها الخاص في برلين. في عام 1929 حصلت ماتيلد على درجة دكتوراه أخرى في دراسة الحقول البصرية لنحل العسل. استمرت ماتيلد في عملها المختبري حتى ذاع صيتها في عام 1933. عندما ظهر النظام النازي وأجبرها على التخلى عن التدريس بسبب نسبها اليهودي. ساعدها كلا من ماكس بلانك وولفجانج كوهلر في الحصول على تصريح بمواصلة عملها المختبري لبضع سنوات.
رفضت ماتيلد عرضا من جامعة كولومبيا للتدريس في الولايات المتحدة، هاجرت إلى المملكة المتحدة في عام 1935 لتواصل أبحاثها في جامعة كامبردج. كانت معروفة في إنجلترا بأنها ابنه الفيزيائي الشهير هرتز لا بسبب أعمالها الخاصة. توقفت ماتيلد عن نشر أعمالها بعد سنتين فقط من وصولها جامعة كامبريدج وإختفت عن بقعة الضوء العامة، رفضت ماتيلد أي أعمال خيرية مقدمة لها وتوفيت وحيده فقيرة في عام 1975. وكانت تبلغ من العمر 84 عاما.

## الأعمال
قامت ماتيلد بنشر العديد من الأوراق البحثية في مختلف المجالات البيولوجية. فكانت أطروحتها الأولي والتي أخذت بها الدكتوراه عن تحليل أسنان الثديسات البدائية، وسرعان ما ركزت على دراسة سلوك الغربان. وأعلنت أنها مهمتة جدا بدراسة الإدراك البصري لهذه الطيور. كما لها العديد من المساهمات في دراسة الإدراك البصري لنحل العسل، السرطان الناسك والذباب.

## الإرث

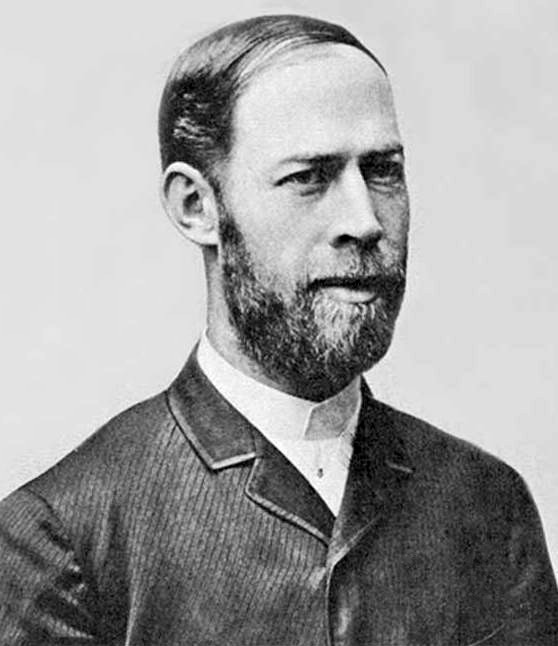
والدها هاينريش رودولف هيرتز

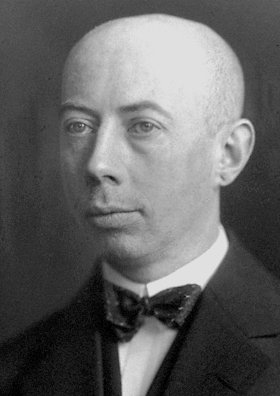
ابن عمها غوستاف لودفيغ هيرتز

جاءت ماتيلد من عائلة غنية بالعلماء فوالدها هاينريش رودولف هيرتز له فضل كبير في إثبات وجود موجات الراديو الكهرومغناطيسية. بينما درس ابن عمها غوستاف لودفيغ هيرتز على يد ماكس بلانك، وحاز على جائزة نوبل في الفيزياء النووية في عام 1925. أما ابنه كارل هيلموت هيرتز فقام باختراع جهاز تخطيط الصدى في جامعة لوند في السويد.
لم تنجب ماتيلد أو أي من أخواتها أطفال.